# 第一次スーダン内戦
第一次スーダン内戦（だいいちじスーダンないせん）は、1955年から1972年までスーダン南部（2011年に南スーダンとして分離独立）で起きた内戦のこと。
1955年7月南部のヌザラで労働者のデモに警察隊が発砲し20人の犠牲者が出たことで発生した。翌1956年、スーダン独立が北部中心主義を制度化する形で行われたため南部の不満が高まり、南北間で戦闘が続いて、アニヤ・ニヤ解放戦線を中心とする南部分離主義が強まった。1969年5月に成立したヌメイリ政権は、1972年2月27日に南部とアディス・アベバ合意を締結し、17年間で50万人の犠牲者を出した第一次スーダン内戦は終結した。